# Karekare (Nuova Zelanda)
Karekare è un piccolo insediamento costiero nel nord della Nuova Zelanda, situato nella regione di Auckland. 
Si trova a 35 chilometri ad ovest del centro di Auckland, a sud della più grande spiaggia di Piha, ad ovest del Centennial Memorial Park e della Water Catchment area, che copre la maggior parte delle zone boscose del Waitakere Ranges. Rispetto alla più turistica Piha, Karekare è molto più cupa e caratterizzata dalla sabbia nera vulcanica, da onde sono molto violente e da correnti pericolose. 

## Cultura

### Istruzione
Nell'insediamento è presente una piccola scuola elementare chiamata Lone Kauri School, con circa 30 studenti a Karekare. È un distaccamento indipendente della Oratia School.

### Musica
L'insediamento è stato raccontato in una canzone dei Crowded House inclusa nel loro album Together Alone nel 1993, gran parte del quale è stato registrato a Karekare. Il gruppo dub/reggae neozelandese dei Salmonella Dub, ha intitolato una canzone Karekare per il loro album Feel the Seasons Change - Live with the NZSO.

### Cinema
La spiaggia di Karekare, assieme alla vicina Piha, è stata utilizzata per girare alcune scene del film Lezioni di piano (The Piano) di Jane Campion.

## Economia

### Turismo
Karekare è una destinazione estiva molto popolare per gli abitanti di Auckland, ma riceve meno visitatori rispetto alla vicina Piha. L'area ha tuttavia conservato gran parte della sua bellezza naturale e isolamento in parte perché la strada è stretta e il clima varia in modo repentino. In estate è molto frequentata da surfisti.
Un'attrazione locale è la cascata Karekare Falls, a pochi passi dalla strada.
Lungo questo tratto di costa il clima è molto imprevedibile e può cambiare improvvisamente. Negli anni si sono verificati diversi annegamenti. I bagnini consigliano di nuotare tra le bandiere rosse e gialle, durante le ore di pattuglia.

## Galleria d'immagini

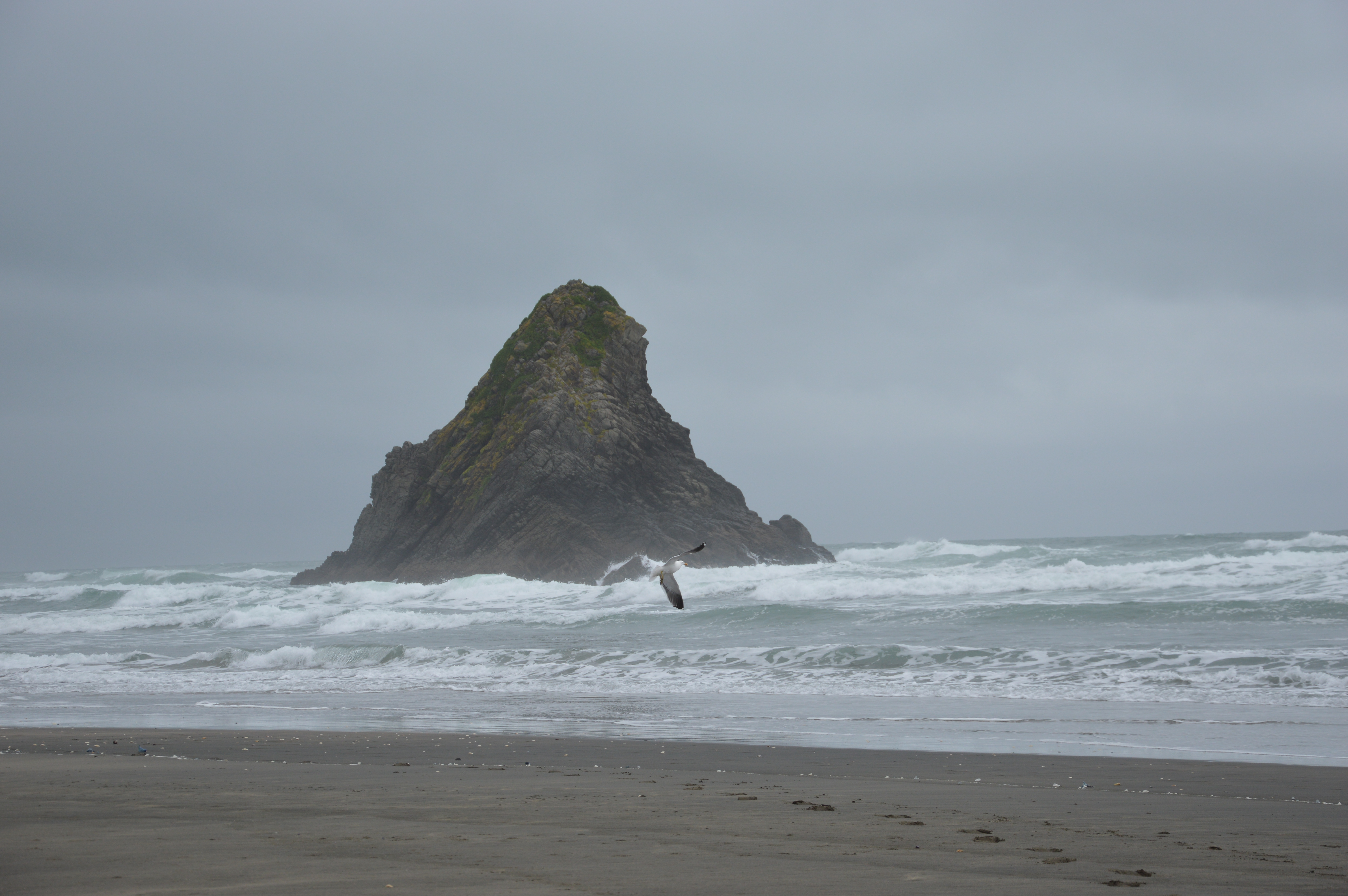
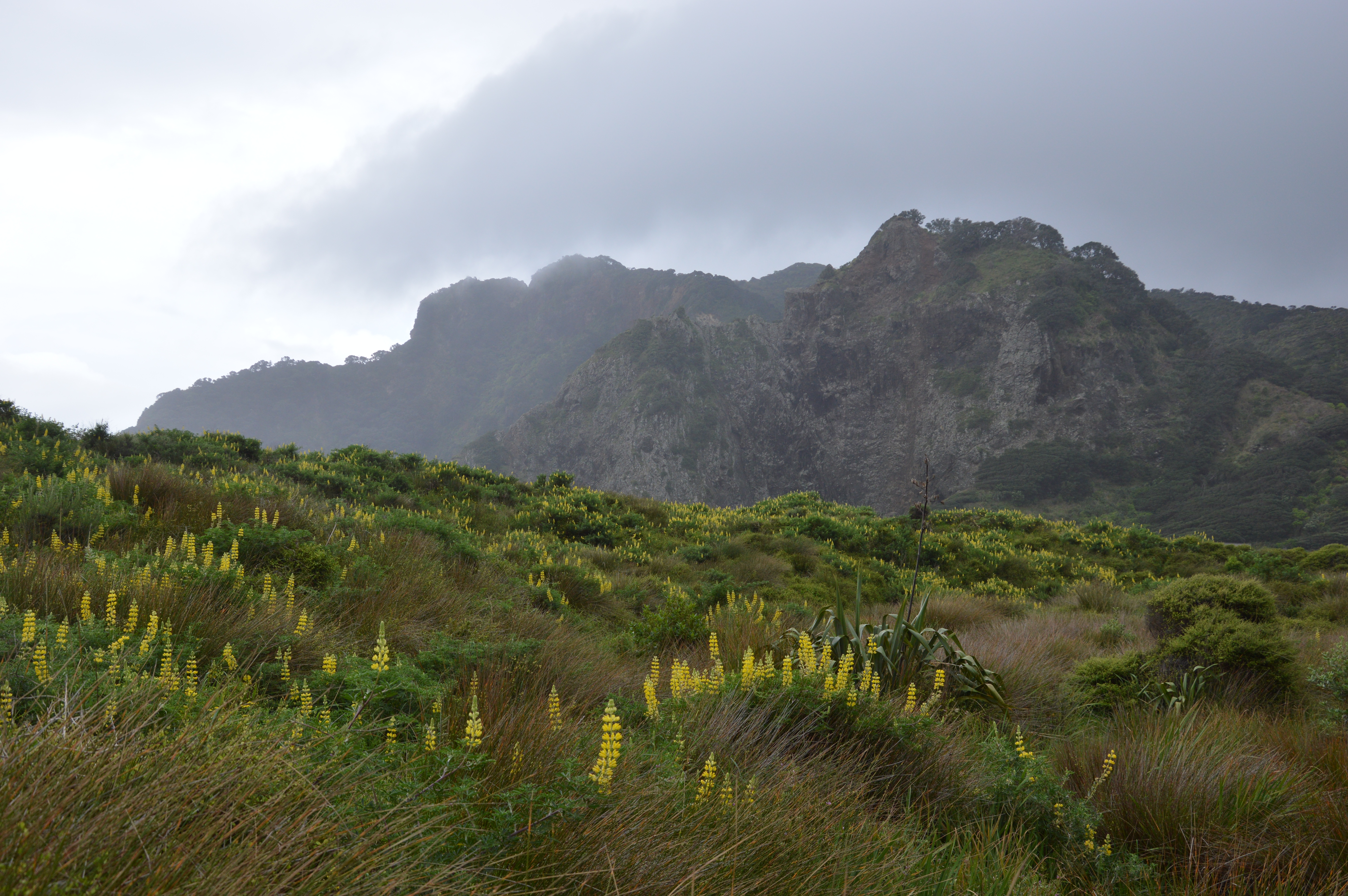
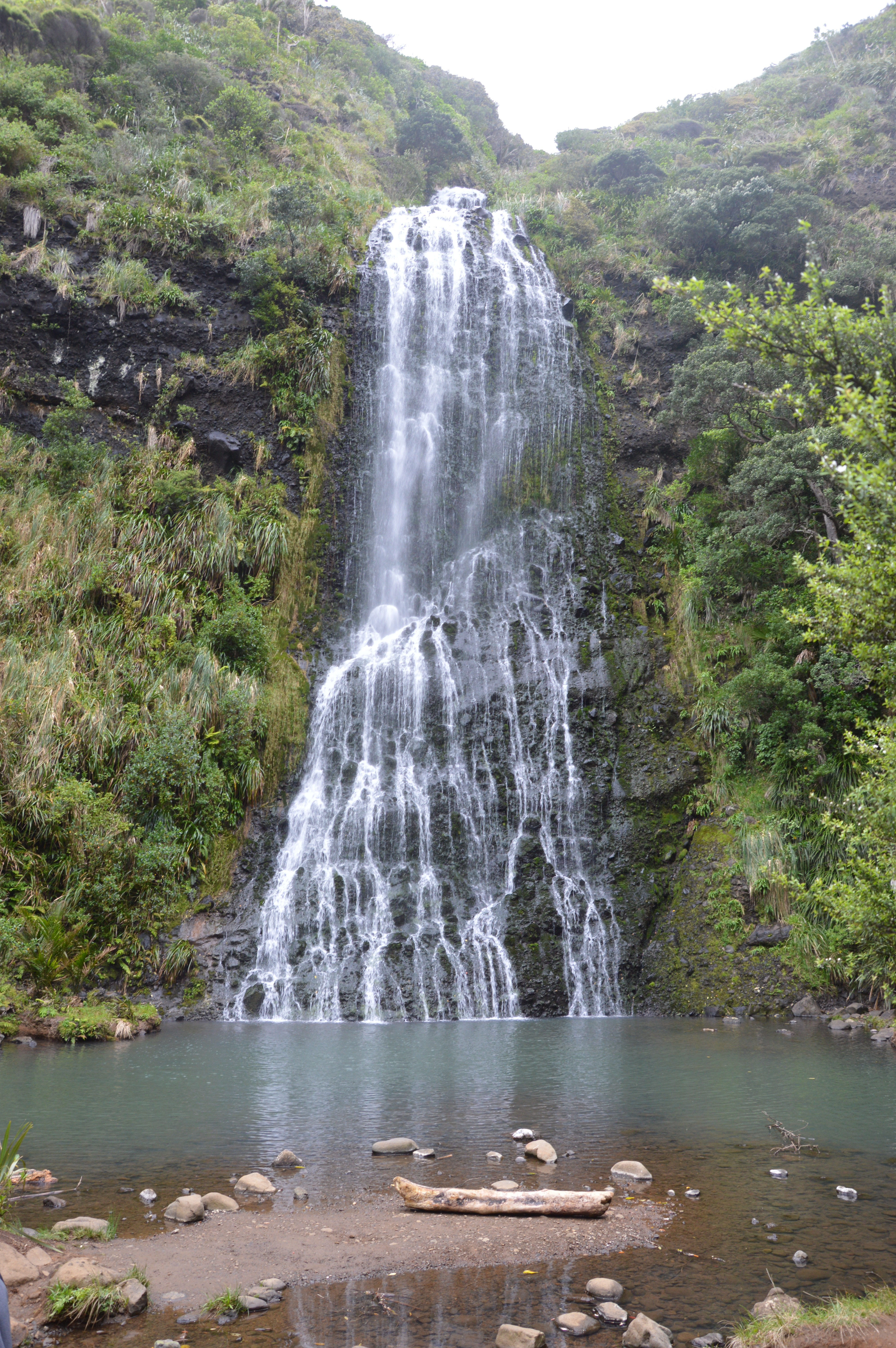
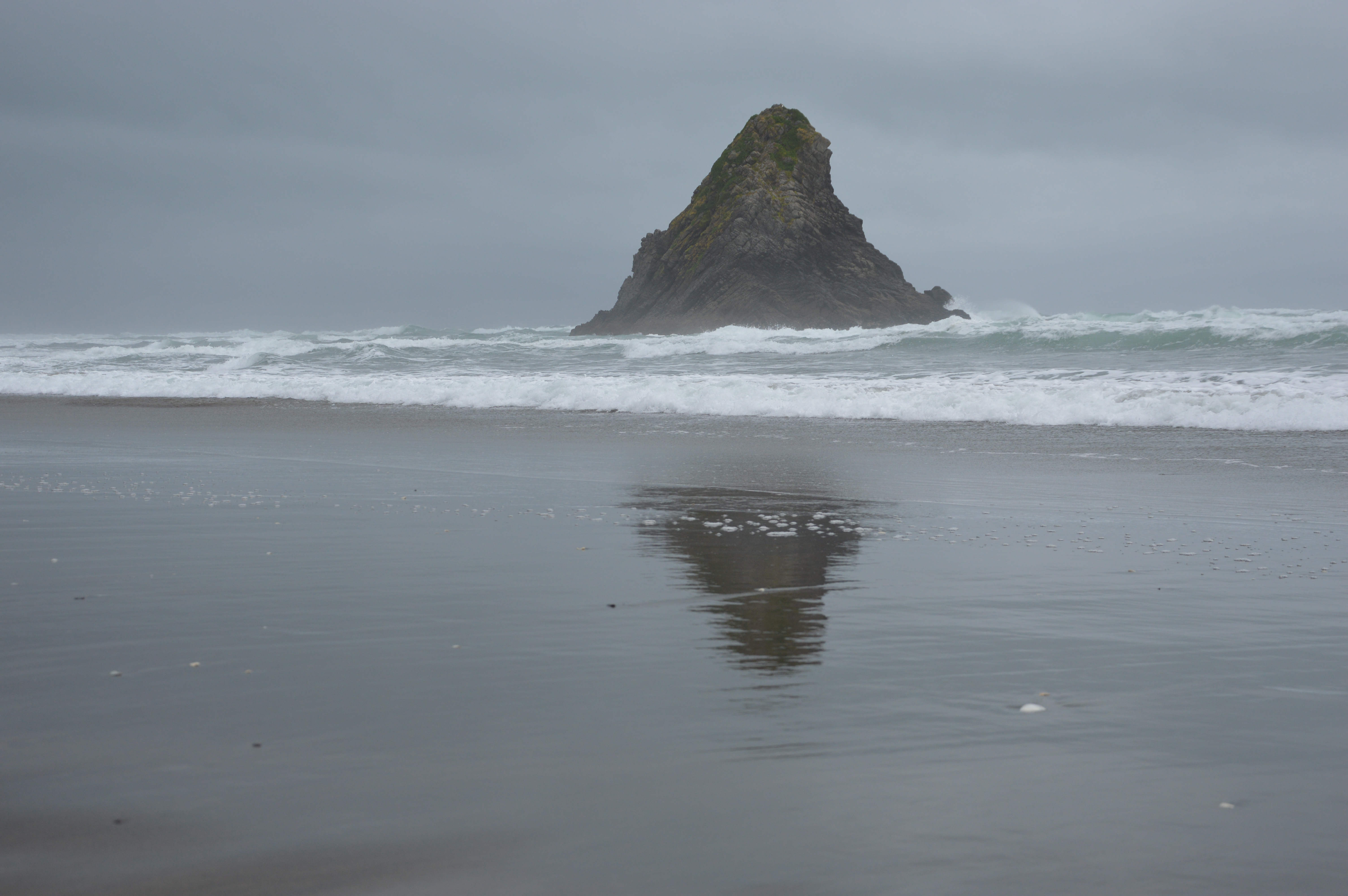